# Bernhard Dombek
Bernhard Dombek (* 5. Februar 1939 in Berlin) ist Rechtsanwalt in Berlin. Bis 2009 war er auch Notar. Von 1999 bis 2007 war er Präsident der Bundesrechtsanwaltskammer (BRAK).

## Biografie
Dombek besuchte das Canisius-Kolleg Berlin. Nach dem Studium der Rechtswissenschaften an der Freien Universität Berlin von 1960 bis 1964, dem zweiten juristischen Staatsexamen und der Promotion 1968 (Das Verhältnis der Tübinger Schule zur deutschen Rechtssoziologie) ließ er sich in seiner Heimatstadt als Rechtsanwalt nieder, wobei er sich auf Gesellschafts- und Erbrecht spezialisiert hat. Von 1978 bis zum Erreichen der gesetzlichen Altersgrenze im Jahr 2009 war er auch als Notar tätig.
1977 wurde er in den Vorstand der Rechtsanwaltskammer Berlin gewählt und war von 1989 bis 1999 ihr Präsident. Als Vizepräsident (seit 1991) war er von 1992 bis 1999 Pressesprecher der Bundesrechtsanwaltskammer. Auf der 86. Hauptversammlung der BRAK in Karlsruhe wurde er erstmals zum Präsidenten der BRAK gewählt und durch die 97. Hauptversammlung am 19. September 2003 in Hamburg für weitere vier Jahre in seinem Amt bestätigt. Am 14. September 2007 wurde er an der Spitze der BRAK von Rechtsanwalt Axel C. Filges, Hamburg, abgelöst.
Bernhard Dombek ist verheiratet mit der Rechtsanwältin und ehemaligen NJW-Mitherausgeberin Ingeborg Rakete-Dombek, der Schwester von Jim Rakete.

## Auszeichnungen
Im Oktober 2001 wurde Dombek der Verdienstorden des Landes Berlin für seine Verdienste um „das Zusammenwachsen der Anwaltschaft in Ost- und Westdeutschland“, insbesondere in Berlin, verliehen. Zu seiner Verabschiedung als Präsident der Bundesrechtsanwaltskammer hat Dombek vor allem für seine Bemühungen, um die Aufarbeitung der Geschichte der jüdischen Anwaltschaft im Dritten Reich und für sein Engagement für die Beziehung zwischen deutschen und israelischen Anwälten heutzutage, am 14. September 2007 das Bundesverdienstkreuz I. Klasse erhalten. 2009 erhielt er das Große Ehrenzeichen für Verdienste um die Republik Österreich.